# سيات تانجو
سيات تانجو (بالإنجليزية: SEAT Tango)‏ هي سيارة من تصنيع شركة سيات.

## مرجع
1. ↑  
"Ultimatecarpage.com -". مؤرشف من الأصل في 2006-10-21. اطلع عليه بتاريخ 2014-03-26.